# Marcílio
Marcílio (en árabe: مارسيليو‎; Río de Janeiro, Brasil; 11 de mayo de 1976) es un exfutbolista de Líbano nacido en Brasil que jugaba en la posición de defensa.

## Carrera

### Club
| Periodo   | Club                |
| --------- | ------------------- |
| 1998–1999 | Bangu AC            |
| 1999–2003 | Akhaa Ahli Aley FC  |
| 2003–2005 | Olympic Beirut      |
| 2005–2006 | Sagesse SC          |
| 2007–2008 | Madureira           |
| 2007      | → Bangu AC (cedido) |
| 2008      | Bonsucesso FC       |
| 2009      | Atlético Tubarão    |
| 2009–2010 | CFZ Imbituba        |

### Selección nacional
Jugó para Líbano en 15 ocasiones de 2000 a 2003 y anotó dos goles; participó en la Copa Asiática 2000.

## Logros

### Individual
- Equipo Ideal de la Liga Premier de Líbano: 2000–01[2]

## Estadísticas

### Goles con selección nacional
| # | Fecha     | Sede                                      | Rival     | Marcador | Resultado | Torneo                                               |
| - | --------- | ----------------------------------------- | --------- | -------- | --------- | ---------------------------------------------------- |
| 1 | 26-5-2001 | Suphachalasai Stadium, Bangkok, Tailandia | Pakistán  | 7 – 1    | 8 - 1     | Clasificación para la Copa Mundial de Fútbol de 2002 |
| 2 | 28-5-2001 | Suphachalasai Stadium, Bangkok, Tailandia | Sri Lanka | 3 – 0    | 5 - 0     | Clasificación para la Copa Mundial de Fútbol de 2002 |